# Honda ST 1300
Honda ST1300 Pan European – japoński motocykl turystyczny produkowany przez firmę Honda między 2002 a 2013 będący następcą ST 1100.

## Dane techniczne
- Typ silnika: chłodzony cieczą, 4-cylindrowy, widlasty (V4 90°), 4-suwowy, 16-zaworowy, DOHC
- Rama: Aluminiowa, 3-sekcyjna, 2-belkowa
- Pojemność: 1,261 cm³
- Średnica x skok tłoka: 78 x 66 mm
- Stopień sprężania: 10.8:1
- Układ zasilania: elektroniczny wtrysk paliwa PGM-FI
- Maks. moc: 126 KM / 8000 obr./min
- Maks. moment obrotowy (Nm / obr): 125 Nm / 6000 obr./min
- Rozrusznik: elektryczny
- Skrzynia biegów: 5-stopniowa 
  - Przełożenie wstępne: 1.785 (75/42)
  - Przełożenie biegu 1: 2.571 (36/14)
  - Przełożenie biegu 2: 1.722 (31/18)
  - Przełożenie biegu 3: 1.285 (27/21)
  - Przełożenie biegu 4: 1.041 (25/24)
  - Przełożenie biegu 5: 0.862 (25/29)
  - Przełożenie końcowe: 2.833 (34/12)
- Przeniesienie napędu: wał napędowy z tłumikami drgań
- Kąt nachylenia główki ramy: 26°
- Promień skrętu: 2,9 m
- Prześwit: 135 mm
- Wysokość siedzenia: 790 mm (±15 mm)
- Masa własna pojazdu (z płynami i paliwem): 330 kg (P: 153 kg; T: 177 kg)
- Dopuszczalna masa całkowita: 522 kg
- Opona przednia: 110/80/ZR18 ; 120/70-ZR18M/C (59W)
- Opona tylna: 170/60-ZR17M/C (72W)
- Zawieszenie przednie: 45 mm widelec teleskopowy, skok 120 mm
- Zawieszenie tylne: Aluminiowy wahacz wleczony, pojedynczy amortyzator z regulacją napięcia wstępnego oraz siły odbicia, skok 123 mm
- Hamulce przednie: 310 x 5 mm, podwójne tarczowe, 3-tłoczkowy Dual CBS, ABS
- Hamulce tylne: 316 x 7 mm, pojedynczy tarczowy, 3-tłoczkowy Dual CBS, ABS
- Prędkość maksymalna: 225 km/h